# Frontera entre Letonia y Rusia
La frontera entre Letonia y Rusia es el lindero internacional de 217 kilómetros de longitud que separa los territorios de Letonia (miembro de la Unión Europea) y Rusia (miembro de la Comunidad de Estados Independientes). En su forma actual, no ha cambiado desde 1945 hasta el presente, cuando Letonia era parte de la Unión Soviética. El acceso a la zona fronteriza está restringida por el lado ruso. Para visitarla, se requiere un permiso emitido por el departamento local del FSB (las únicas excepciones son puntos de tránsito de fronteras internacionales).

## Historia
La región de Pskov y Letonia han tenido lazos históricos desde la fundación de la República de Pskov en el siglo XIII. De 1925 a 1945, el condado de Abrene era parte de la República de Letonia. El 16 de enero de 1945, la zona fue transferida de la RSS de Letonia al óblast de Pskov y se cambió el nombre por el de distrito de Pytalovski. Cuando Letonia recuperó su independencia reclamó el territorio letón anterior sobre la base del tratado de Riga de 1920. En 2007 se firmó un tratado respecto a la frontera estatal de Rusia y Letonia, y el distrito de Pytalovski permaneció como parte de Rusia. La ratificación del tratado tuvo lugar el 18 de diciembre de 2007.